# 榮町停留場 (東京都)
榮町停留場（日语：／ Sakaechō teiryūjo */?）是位於東京都北區榮町，屬於荒川線的停留場。

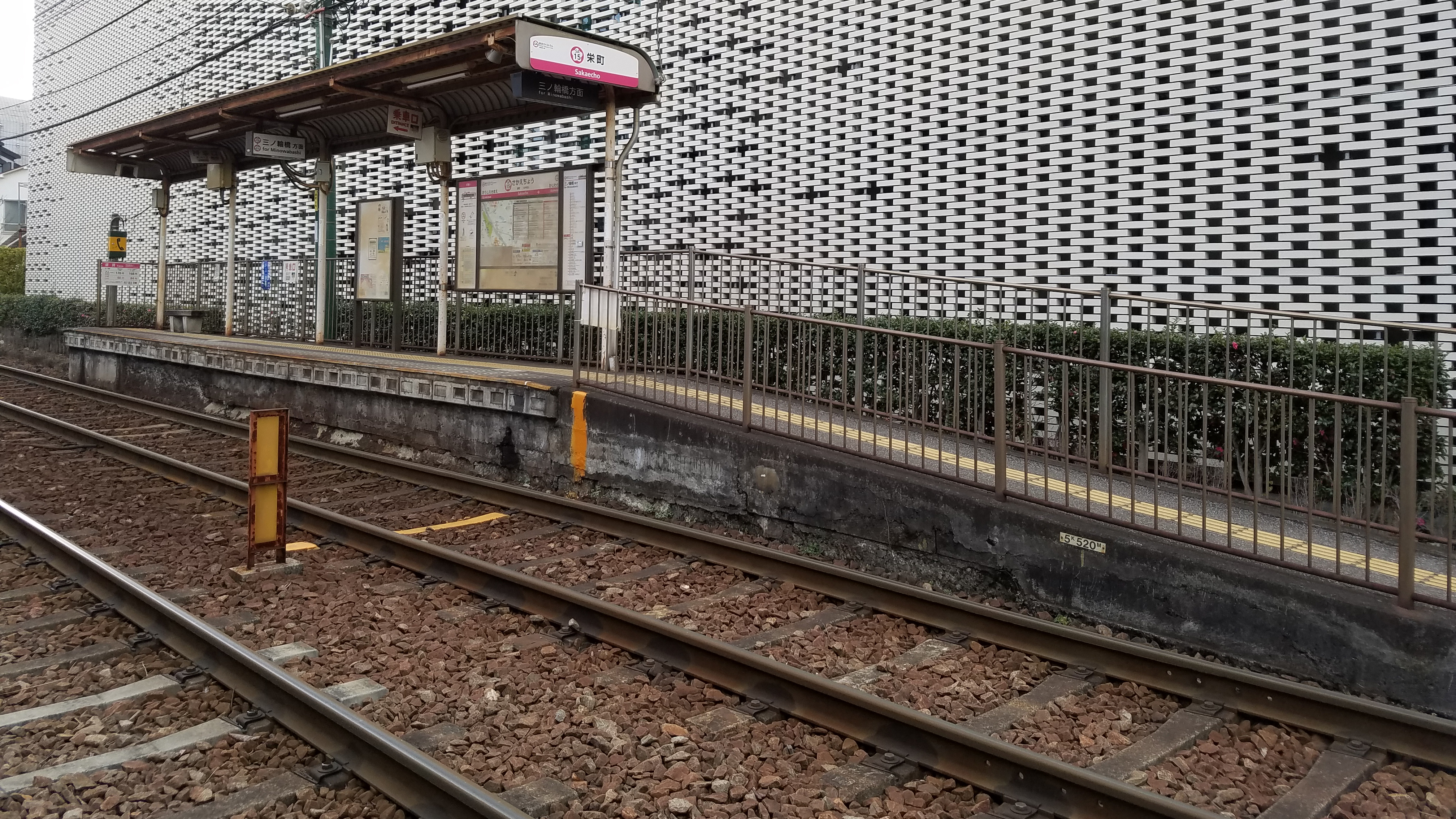
往三之輪橋方向的月台（2021年2月）

## 歷史
- 1913年（大正2年）4月1日：開業。當初名稱為山下停留場。都營後改為現停留場名。

## 停留場構造
本站為擁有對向式月台2面2線的停留場。
| 月台 | 路線                   | 方向 | 目的地                         |
| ---- | ---------------------- | ---- | ------------------------------ |
| 南側 | 都電荒川線（東京櫻電） | 上行 | 王子站前、大塚站前、早稻田方向 |
| 北側 | 都電荒川線（東京櫻電） | 下行 | 町屋站前、三之輪橋方向         |

## 相鄰停留場
東京都交通局
 都電荒川線（東京櫻電）
王子站前（SA 16）－榮町（SA 15）－梶原（SA 14）

## 外部連結
- 榮町停留場 （页面存档备份，存于） - 東京都交通局